# 진교중학교
진교중학교(辰橋中學校)는 대한민국 경상남도 하동군 진교면 진교리에 있는 공립 중학교이다.

## 학교 연혁
- 1926년 4월 24일 : 하동공립농업보습학교 설립인가(2년)
- 1926년 5월 15일 : 개교
- 1937년 4월 26일 : 진교면 진교리 543번지로 이전
- 1946년 9월 1일 : 하동공립농업초급중학교 승인 인가(3년)
- 1951년 9월 1일 : 진교중학교로 교명 변경
- 1974년 12월 13일 : 현교사 위치로 신축 이전(진교면 민다리길 168)
- 2004년 9월 16일 : 다목적실 강당 신축
- 2020년 9월 1일 : 제34대 조항두 교장 취임
- 2023년 2월 10일 : 제94회 졸업(49명 졸업, 총 14,475명)
- 2023년 3월 2일 : 2023학년도 입학식(입학생수 43명)

## 참고 자료
- 진교중학교 - 한국교육학술정보원 학교알리미